# Symphonia eugenioides
Symphonia eugenioides är en tvåhjärtbladig växtart som beskrevs av John Gilbert Baker. Symphonia eugenioides ingår i släktet Symphonia och familjen Clusiaceae. Inga underarter finns listade i Catalogue of Life.